# Ilattia stellata
Ilattia stellata là một loài bướm đêm trong họ Noctuidae.